# Wolbert Klaus Smidt

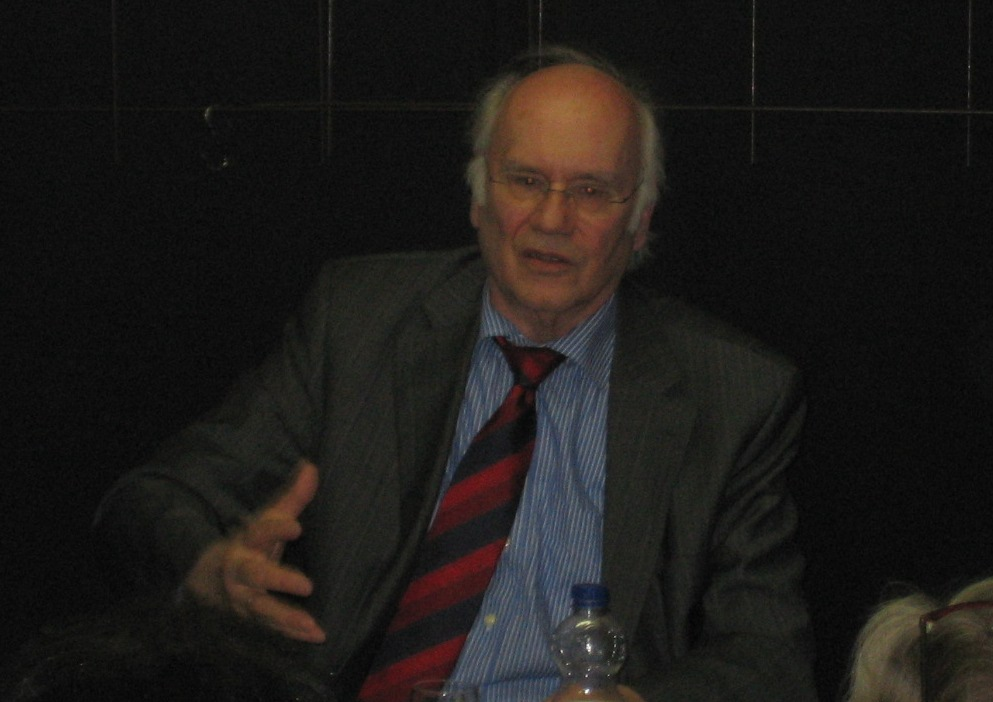
Wolbert Klaus Smidt (2009)

Wolbert Klaus Smidt (* 11. April 1936 in Wilhelmshaven; † 29. Januar 2016 in Hamburg) war Erster Direktor beim Bundesnachrichtendienst (BND) und Publizist.

## Laufbahn
Wolbert Klaus Smidt war ein Sohn des Admirals Karl E. Smidt. Nach einem Studium der Rechtswissenschaft an der Johannes Gutenberg-Universität Mainz, der Freien Universität Berlin, der Ludwig-Maximilians-Universität München und der Christian-Albrechts-Universität zu Kiel und dem anschließenden Rechtsreferendariat trat Smidt Mitte der 1960er Jahre in den BND ein und erhielt den Decknamen Sandmann. Seine Tätigkeit begann er in dessen damaliger Zentrale in Pullach im Isartal. Während seiner Dienstzeit wurde er unter anderem in der Aufklärung des internationalen Terrorismus und internationaler Wirtschaftsstrukturen eingesetzt. In den 1970er Jahren leitete Wolbert Smidt verschiedene Sonderoperationen.
In den 1980er Jahren ging Smidt für den BND als Resident nach Paris, wo er als Leiter der französischen BND-Außenstelle arbeitete, und war nach 1989 für den Aufbau offizieller Kontakte zu den Geheimdiensten Ostmitteleuropas zuständig. Diese Dienste beriet er auch bezüglich ihrer Neuerrichtung. Zuletzt war Smidt Erster Direktor der Abteilung Operative Aufklärung und war damit für die Beschaffung von Informanten und geheimen Materials zuständig. 2001 ging er in Pension.
Smidt war Träger des Bundesverdienstkreuzes und Officier des Ordre national du Mérite des französischen Staates.

## Öffentliche Wirksamkeit
Nach seiner Pensionierung gründete er 2003 in Abstimmung mit dem Bundeskanzleramt gemeinsam mit hochrangigen deutschen Nachrichtendienstlern, Journalisten und Wissenschaftlern den Gesprächskreis Nachrichtendienste in Deutschland e. V. (GKND e. V., German Forum for the Discussion of Intelligence) in Berlin, ein „Diskussionsforum über Zukunftsfragen der Dienste in Deutschland“, dessen Vorsitzender er bis 2012 war, und anschließend Ehrenvorsitzender. „Öffentlich gewordene Missstände und mangelnde Transparenz erschweren die allgemeine Akzeptanz“ der Nachrichtendienste, sagte Wolbert Smidt. „Der Verein wurde mit dem Ziel gegründet, die öffentliche Diskussion darüber zu versachlichen und für ‚Aufklärung über die Aufklärung‘ zu sorgen.“
Smidt veranstaltete regelmäßig wissenschaftliche Tagungen, trat auf Tagungen an Hochschulen, bei Stiftungen und bei den jährlichen Veranstaltungen des GKND als Experte und Referent auf und galt als wichtiger Ansprechpartner der deutschen Presse und politischer Stiftungen, insbesondere zu Fragen der internationalen Nachrichtendienstarbeit zu Terrorismus und War on Terror sowie der Kontrolle der Nachrichtendienste in der modernen demokratischen Gesellschaft. Frühzeitig bezeichnete er in einem Fernsehinterview die US-amerikanischen angeblichen „Beweise“ für die Existenz von Massenvernichtungswaffen im Irak als für jeden Nachrichtendienst erkennbar offensichtlich gefälscht. In Interviews und Publikationen betonte er den Vorrang von Bürgerrechten und demokratischen Prinzipien. Zu den Sicherheitsgesetzen nach dem 11. September äußerte er: Die Sicherheitspakete seien sind „mit heißer Nadel gestrickt“ worden. „Mir gehen die Befugnisse zum Teil auch zu weit, und sie sind nicht immer effizient.“ Zum War on Terror äußerte er sich beispielsweise 2005 in 3sat: „Man hat einfach vergessen zu berücksichtigen, dass [man], wenn man den Terrorismus bekämpft, seinen eigenen Grundsätzen treu bleiben muss, sonst lohnt sich der Kampf gegen den Terrorismus nicht, wenn man seine eigenen Werte völlig in Frage stellt.“ Zu damals bekanntgewordenen CIA-Geheimflügen sagte er 2005: „Es gibt einigen Anlass zu zweifeln an der Rechtmäßigkeit von vielen Maßnahmen. Es geht hier nicht nur um die Flüge, sondern es geht auch um Entführungen, Entführungen selbst von europäischem Boden.“
2004 organisierte er für den GKND in Zusammenarbeit mit der BPB und der Evangelischen Akademie zu Berlin die hochrangig besuchte internationale Tagung Geheimhaltung und Transparenz unter der Schirmherrschaft von Bundestagspräsident Wolfgang Thierse im Umweltforum Berlin. Dabei trat er unter anderem mit Ulrike Poppe auf, mit der er später gemeinsam die Tagungsergebnisse als Buch herausgab. Der Roman von Dieter Kühn Geheimagent Marlowe (Frankfurt am Main 2007) beruht in Teilen auf Angaben von Wolbert Smidt.

## Schriften
- Nachrichtendienste im Spannungsfeld der Demokratie: Einsichten aus dem Inneren internationaler Geheimdienstarbeit. Lit Verlag, Berlin und Münster 2018, ISBN 978-3-643-14014-2.
- „Haben die Dienste vor dem 11.9.2001 und bei der Aufklärung der Massenvernichtungswaffen im Irak versagt?“ In: Volker Foertsch, Klaus Lange (Hrsg.): Islamistischer Terrorismus: Bestandsaufnahme und Bekämpfungsmöglichkeiten. Hanns-Seidel-Stiftung, München, 2005, S. 82–98, S. 172–184 (PDF; 75 kB)
- Brauchen wir eine Nachrichtendienst-Kultur? Fakten, Fragen, Forderungen. In: Volker Foertsch, Klaus Lange (Hrsg.): Islamistischer Terrorismus und Massenvernichtungsmittel (= Argumente und Materialien zum Zeitgeschehen, 50). Hanns-Seidel-Stiftung, München, 2006, S. 29–41 (PDF; 1,3 MB)
- Wolfgang Krieger, Ulrike Poppe, Wolbert K. Smidt, Helmut Müller-Enbergs (Hrsg.): Geheimhaltung und Transparenz, Demokratische Kontrolle der Geheimdienste im internationalen Vergleich (= Demokratie und Geheimdienste, 1). Lit-Verlag, Münster, 2007.[19]
- Hans-Georg Wieck, Wolbert Smidt: Sécurité intérieure et extérieure de l’Europe: actions à mener. 2005
- Systeme parlamentarischer Kontrolle von Geheimdiensten – Versuch eines Vergleichs. In: Wolbert K. Smidt, Ulrike Poppe, Wolfgang Krieger, Helmut Müller-Enbergs (Hrsg.): Geheimhaltung und Transparenz. Demokratische Kontrolle der Geheimdienste im internationalen Vergleich. Lit-Verlag, Berlin 2007, S. 235–256.
- Zur Annäherung zwischen dem Bundesnachrichtendienst und den Geheimdiensten Mittel- und Osteuropas nach 1989/90. In: Carlos Collado Seidel (Hrsg.): Geheimdienste, Diplomatie, Krieg: das Räderwerk der internationalen Beziehungen. Lit Verlag, Berlin 2013, ISBN 978-3-643-12066-3, S. 131–142.